# 吉元由美
吉元 由美（よしもと ゆみ、1960年〈昭和35年〉2月8日 - ）は、日本の作詞家、作家。洗足学園音楽大学客員教授。淑徳大学人文学部表現学科客員教授。日本語検定委員会理事。

## 来歴・人物
東京都世田谷区成城出身。成城大学文学部英文学科卒。東急エージェンシーインターナショナルに勤務し、レコード会社の広告を担当する営業部に配属。作詞家になることを勧められ、1984年6月に作詞家として活動を始める。杏里、田原俊彦、中山美穂、浅香唯らの作詞を担当。1980年代のアイドル全盛期に数多くの作詞を担当した。杏里の共同プロデューサーを務め、1986年『MYSTIQUE』から1993年『1/2&1/2』まで、オリジナルアルバム収録曲の半数以上を作詞した。2003年発売の平原綾香のデビュー曲『Jupiter』はミリオンヒットとなった。
作家や随筆家としても活躍し、短編集『いつもなら泣かないのに』に収録された『雨よりせつなく』を原作として映画化された。
2014年から淑徳大学人文学部表現学科客員教授に就く。

## 作詞した主な楽曲

### あ行
- 相川七瀬
  - Cryin' in the rain
- 浅香唯
  - 泣かないでMY HEART
  - Heartbreak Bay Blues
  - TRUE LOVE
  - TO BE LATE
  - WEEKEND GIRLS
- alan
  - ひとつ
- 杏里
  - オリエンタル・ローズ
  - モーニング スコール
  - HAPPYENDでふられたい
  - SURF & TEARS
  - BOOGIE WOOGIE MAINLAND
  - PLEASE! MAKE ME CRY
  - 愛してるなんてとても言えない
  - D.J. I LOVE YOU
  - 私だけのJOKER
  - GOODBYE FUTURE
  - MERCY! MERCY!
  - EDGE OF HEAVEN
  - 最後のサーフホリデー
  - SUMMER CANDLES
  - スノーフレイクの街角
  - Sweet Emotion
  - 嘘ならやさしく
  - LANI -Heavenly Garden-
  - ALL OF YOU
  - Legend of Love
  - Future For You
  - Eternity
  - SUNSET BEACH HOTEL
  - Tears in Crystal
  - Return To The Silence
  - Field of Lights
  - Love Song が聞こえる
  - I Will Be There with You 〜あふれる想い
- 生稲晃子
  - Jealousy In The Night
  - さよならの岸辺から
- 石野陽子
  - ロマネスク・ヨコハマ
  - グッバイ・ブルーサーファー
  - 失なわれた夏
- 井上大輔
  - 誰かが君を 〜Purple Coast〜
- 荻野目洋子
  - MOONLIGHT BLUE
  - LANA

### か行
- 河合その子
  - 不思議バカンス
- 河合奈保子
  - ハーフムーン・セレナーデ
  - SENTIMENTAL SUGAR RAIN
  - 想い出のコニーズ・アイランド
  - 十六夜物語
  - 悲しい人
  - 愛のセレナーデ（河合奈保子&ジャッキー・チェン）
  - エンゲージ
  - やさしさの贈りもの
- 北岡夢子
  - 憧憬
  - 恋心
- 児島未散
  - 悲しくなんて
  - 水のないプール
  - key of dreams
  - なまいきCing
  - Sweetest joker
  - October coast
  - 人の岸辺
  - 月影のサブリナ

### た行
- 舘ひろし
  - 夜を駆ける思い ～THE ONLY ONE　(舘ひろしとの共作)
- 田原俊彦
  - ダーリン涙を見せて
  - Coolなままシェイク（宮下智との共作）
  - 切り札は一度だけ
  - 華麗なる賭け
  - 優しい嘘
- 富田靖子
  - なんて素敵にジャパネスク
- 丹下桜
  - 女神たちの夜明け
  - Journey Into Myself
  - Thinking Of You

### な行
- 中村由真
  - 瞳のInnocent
  - 水に落ちたヴァイオレット
  - 君の夢に飛びたい
  - ひとりのHoliday Beach
  - ジューン・ブライド低気圧
  - ティーンネイジ・最終出口
  - 悲しみはほのかに優しく
  - One Summer Lonely
  - 私の中の他人
  - SWEET DESTINY
  - Corvette Graffiti
  - HOT LIPS
  - GIRL IN THE NIGHT
  - 19 Express
  - Touch The Heart
  - 横顔
  - 太陽の海岸
  - HEAVEN
  - 恋人は魔女
  - Funky Punky Night
  - ガラスの草原
  - 悲しいね 優しいね
  - さよならの冒険者たち
- 中山美穂
  - Virgin Eyes
  - Stardust Lovers
  - サンクチュアリ〜sanctuary〜

### は行
- 原田知世
  - 姫魔性
- 平原綾香
  - Jupiter
- 林原めぐみ
  - 君のAnswer
  - リクレットが泣いている
  - CHRISTMAS LIST（訳詞）
- BLACK SATAN
  - FLAPPER
  - Rock'n Roll Night
  - BAD DREAM
  - 10月のアニー
- BLUEW
  - 南へ走れ

### ま行
- 松田聖子
  - Angel Tears
- 観月ありさ
  - さよならの贈りもの
- 森口博子
  - 愛は夢のとなりに 〜Dear Formula 1 Pilot〜（森口博子との共作）

### わ行
- 渡辺満里奈
  - カレンダー
  - 素敵なSaison
  - BIG TOWN
  - Catch Me Tonight
  - Miss Lonely Weekend

### アニメ・特撮
- 赤い光弾ジリオン
  - 嘆きのKIDS（歌：結城梨沙）
  - さよならの街角（歌：結城梨沙）
- 魔女の宅急便
  - めぐる季節（歌：井上あずみ）
- まんがなるほど物語
  - センチメンタル・ミニ・ロマンス（歌：倉沢淳美）
  - ピンクな瞳でタッチダウン（歌：倉沢淳美）
- キテレツ大百科
  - 夢みる時間（歌：森恵）
- ドラミちゃん ミニドラSOS!!!・ドラミちゃん ハロー恐竜キッズ!!
  - ハロー! ドラミちゃん（歌：山野さと子）
- Bビーダマン爆外伝
  - ともだちがたからもの（歌：マキ凛子）
- ビックリマン
  - ドリーミング・A・Go-Go（歌：小橋二郎）
  - スーパーウォーズ（歌：織田純一郎、Ammy）
- ビーストウォーズメタルス 超生命体トランスフォーマー
  - 魂のエヴォリューション（歌：影山ヒロノブ）
  - 千年のソルジャー（歌：影山ヒロノブ）
- ジャングルはいつもハレのちグゥ
  - LOVE☆トロピカ〜ナ（歌：Sister MAYO）
- 爆闘宣言ダイガンダー
  - 爆闘宣言! ダイガンダー（歌：遠藤正明）
- 爆竜戦隊アバレンジャー
  - 爆竜戦隊アバレンジャー（歌：遠藤正明）
  - We are the ONE〜僕らはひとつ〜（歌：串田アキラ）
- ののちゃん
  - ののちゃん一家のうた（歌：ののちゃん一家（大谷育江・山本圭子・鈴木れい子・高戸靖広・田中秀幸））
- 特捜戦隊デカレンジャー
  - 特捜戦隊デカレンジャー（歌：サイキックラバー）
- ぷるるんっ!しずくちゃん
  - ぷるるんっ!しずくちゃん（歌：Sister MAYO with D.D.S）
  - しずくの森からこんにちは（歌：Sister MAYO with D.D.S）
  - しずくちゃん音頭（歌：ポンシュさん（小野田浩二））
- ドラゴンボール改
  - Dragon Soul（歌：谷本貴義）
- 天装戦隊ゴセイジャー
  - 天装戦隊ゴセイジャー（歌：NoB）
- 宇宙戦艦ヤマト2199 星巡る方舟
  - Great Harmony〜for yamato2199（歌：平原綾香）

## 主な著書
- こころ歳時記（ディスカヴァー・トゥエンティワン 2012年10月）ISBN 9784799312308
- 自分を磨くちょっぴり贅沢な時間平日の夜、休日をもっと楽しく充実させるヒント（すばる舎 2006年10月）ISBN 9784883995660
- 涙の処方箋（レシピ）（王様文庫 2006年7月）ISBN 9784837963493
- 「わがまま結婚（ふたり）生活」のすすめ（三笠書房 2006年5月）ISBN 9784837921851
- 言葉の向こうにあなたが見える（アクセスパブリッシング 2005年12月）ISBN 9784901976343
- マナ楽園からの贈り物（角川文庫 2005年6月）ISBN 9784041904107
- 「大人の女」になれる29のルール（PHP文庫）30代から生まれ変わるライフスタイル入門（PHP研究所 2005年6月） ISBN 9784569662701
- 「ひとりの時間」を楽しむ本（知的生きかた文庫）（三笠書房 2005年3月）
- 雨よりせつなく（大和書房 2005年1月）ISBN 9784479681625
- いつも、彼女が好かれる理由（三笠書房 2004年8月）ISBN 9784837921134
- しあわせになる恋愛セオリ－明日、恋人と出逢うあなたへ（大和書房 2004年5月）ISBN 9784479681557
- 「わたし」を変える言葉123 1日5分!の自分磨き（三笠書房 2003年12月）ISBN 9784837920557
- 「泣きたい日」の頑張りかた（知的生きかた文庫）（三笠書房 2003年4月）ISBN 9784837973201
- あなたがそこにいるだけで（大滝まみと共著 リヨン社 2003年2月）ISBN 9784576030166
- 涙のレシピ（PHPエル新書）（PHP研究所 2003年2月）ISBN 9784569626925
- 「かなえたい夢」あなたにもできる50の方法（三笠書房 2003年1月）ISBN 9784837919933
- いつもなら泣かないのに（大和書房 2002年9月）ISBN 9784479681434
- だっこちゃんの心理学（角川書店 2002年8月）ISBN 9784048837729
- ハッピ－・ガールズ（PHP文庫）（PHP研究所 2002年8月）ISBN 9784569577890

他多数